# Лелюхівська сільська рада
Лелюхівська сільська рада — колишній орган місцевого самоврядування у Новосанжарському районі Полтавської області з центром у c. Лелюхівка.

## Населені пункти
Сільраді були підпорядковані населені пункти:
- c. Лелюхівка
- с. Забрідки